# Campanha ao centro da Síria (2017)
A Campanha sobre o centro da Síria (2017) foi uma operação militar de grande escala do Exército Árabe Sírio (EAS) contra o Estado Islâmico do Iraque e do Levante (EIIL) durante a Guerra Civil Síria. O objectivo inicial era a conquista da cidade estratégica e rica em petróleo de Al-Sukhnah e cercar e, de seguida, libertar 11.000 quilómetros quadrados de território controlado pelo EIIL na zona centro da Síria. Após isto, o Exército Sírio iria avançar sobre Deir ez-Zor e acabar com cerco imposto pelos islamistas desde 2014 sobre o território controlado pelo governo sírio e, por fim, o Exército Sírio avançava sobre Mayadin, a nova capital do Estado Islâmico.
Esta campanha ocorre ao mesmo tempo que a campanha de Raqqa liderada pelas Forças Democráticas Sírias (FDS) contra a antiga capital e bastião do EIIL. Além disso, as FDS lançaram a sua própria campanha sobre Deir ez-Zor, após o Exército Sírio ter chegado à dita cidade e ter acabado com o cerco que durava 3 anos.

## Campanha

### Avanços do Exército Sírio no sul da província de Raqqa
Em 14 de Julho, o Exército Sírio lançou uma ofensiva no sul da província de Raqqa, avançando sobre o sul da cidade de Resafa e chegando a 70 quilómetros de Sukhnah depois de chegar à fronteira administrativa da província de Homs. Entre 15 e 16 de Julho, uma série de poços de petróleo e campos de gás foram capturada pelo EAS. Até 18 de Julho, as forças governamentais empurraram o EIIL para fora das partes ocidental e sudoeste da província de Raqqa, enquanto também chegavam aos arredores das Montanhas Bishri, uma fortaleza ISIL.
Com o início do avanço das tropas governamentais sírias, a Força Aérea Russa lançou uma campanha aérea em grande escala contra o EIIL nas províncias de Raqqa e Homs. Um centro de comando e controle do EIIL em Deir ez-Zor, alvos na estrada Homs-Deir ez-Zor e posições perto de Sukhnah foram atingidos.
Enquanto isso, a 16 de Julho, o EIIL repeliu um assalto pelo exército sírio na área de Hamimah na fronteira provincial de Homs e Deir ez-Zor, matando uma dúzia de soldados e ferindo ou capturando mais 28. Os soldados capturados foram posteriormente decapitados. Três dias depois, um raide do EIIL na fronteira administrativa invadiu um acampamento do Exército antes que os militantes se retirassem. Ao mesmo tempo, iniciaram-se grandes combates na província de Hama. Até 19 de Julho, esses confrontos deixaram 40 combatentes pró-governo, incluindo dois Brigadeiros Generais e 29 militantes mortos.
Em 21 de Julho, o Exército Sírio avançou entre 30 e 35 quilómetros a leste de Resafa. Quatro dias depois, os grandes avanços das forças governamentais no sudeste de Raqqa reduziram o controle do EIIL na província para 10%. Neste ponto, o Exército estava a nove quilómetros da fronteira administrativa da província de Deir ez-Zor. O Exército também estava fazendo ganhos ao longo da margem ocidental do rio Eufrates. No final do dia, estavam a seis quilómetros da cidade de Maadan, localizada na margem sul do rio, e a fronteira provincial de Deir ez-Zor.

### Avanço do Exército Sírio ao longo do Eufrates e a libertação de Sukhnah
Enquanto isso, em 23 de Julho, o 5.º Corpo do Exército Sírio na região leste da província de Homs lançou uma operação em direcção a Sukhnah e, no próximo dia, quebrou a linha de defesa dos islamistas antes da cidade. Em 25 de Julho, os reforços massivos do exército chegaram ao leste de Palmira para o próximo ataque a Sukhnah, na sequência da implementação de um cessar-fogo negociado pela Rússia e os EUA com o Exército Livre da Síria na região do sudoeste de Badia, onde as forças governamentais conduziam uma campanha militar de dois meses. Ao mesmo tempo, as tropas do Governo Sírio avançaram para o oeste do campo de gás Shaer, na zona leste de Homs.
Em outros locais, em 25 de Julho, o Exército Sírio, apoiado pela milícia Liwa al-Quds e combatentes locais, retomou o assalto à cidade de Qualib al-Thor, no leste da província de Hama. Nos dias anteriores à retomada das operações do Exército no leste de Hama, a Força Aérea Russa realizou múltiplos ataques contra EIIL.
Em 26 de Julho, o EIIL realizou um contra-ataque contra as forças do Governo Sírio na tentativa de manter sua posição na província de Raqqa e defender Maadan. Na noite daquele dia, o Exército capturou as últimas colinas a oito quilómetros a sudoeste de Sukhnah, impondo controlo de fogo sobre a cidade. Várias horas depois, o Exército começou o seu avanço sobre Sukhnah, rapidamente alcançando os arredores depois de um avanço de sete quilómetros e entrando a oeste e a sul da cidade, de acordo com fontes militares. De acordo com o grupo de activistas pró-oposição, o SOHR, as forças governamentais ainda estavam a cinco quilómetros da cidade.
Em 27 de Julho, as forças governamentais sírias continuaram sobre o avanço sobre Maadan, ficando a quatro quilómetros da cidade, e, assim passando a fronteira provincial entre Raqqa e Deir ez-Zor pela primeira vez vindas do ocidente.
Dois dias depois, militantes do EIIL realizaram uma incursão no início da madrugada contra posições do exército no campo ocidental de Raqqa, forçando as forças do governo a se retirarem. Logo depois, as tropas governamentais se reagruparam e lançaram um contra-ataque, repelindo os militantes que se retiraram com armas e munições capturadas. Enquanto isso, o Exército Sírio entrou na parte sudoeste de Sukhnah, enquanto os combatentes do EIIL começaram a se retirar da cidade. Ao mesmo tempo, as forças da unidade especial das Forças Tigre do Exército se movimentaram da província de Raqqa para o leste de Hama para a próximo ofensiva sobre a cidade de Salamia. No mesmo dia, um grande bombardeio de artilharia das posições do EIIL foi conduzido por forças pró-governo na zona oriental de Hama. Os ataques aéreos também foram realizados.
No final de 29 de Julho, o EIIL realizou um contra-ataque contra as forças do governo sírio perto das cidades de Ghan Al-'Ali e Shinan, empurrando-os de volta e cortando a sua linha de suprimentos para Ghan Al-'Ali, cercando um número de soldados. 43 soldados foram mortos e 65 feridos durante o assalto dos islamistas que incluiu mais de 10 homens-bomba. No dia seguinte, o Exército e os combatentes tribais reagiram e conduziram um contra-ataque bem-sucedido, liberatndo as tropas que foram cercadas e, de seguida, avançaram para Ghan Al-'Ali, eventualmente capturando a cidade, bem como várias aldeias a oeste dela. Até 31 de Julho, as forças do governo avançaram no deserto, chegando a 40 quilómetros da cidade de Deir ez-Zor.
Em 2 de Agosto, foi relatado que o EAS estava a apenas 700 metros de Sukhnah. No dia seguinte, depois de violentos confrontos nas ruas, o Exército Sírio tomaram o controlo de 20% da cidade. Dois dias depois, em 5 de Agosto, o Exército Sírio assumiu o controlo total de Sukhnah. Um raide surpresa do EIIL perto de al-Tanf em 7 de Agosto levou à captura e subsequente execução de Mohsen Hojaji, um conselheiro militar do EGRI. Uma imagem tirada dos últimos momentos de Hojaji tornou-se icónica no Irão, e tornou-se amplamente considerado um "mártir" aclamado nacionalmente na guerra contra o EIIL.

### Colapso do EIIL e cerco em Hama e Homs
No dia 9 de Agosto, quando as forças do governo sírio avançaram a quatro quilómetros de Maadan na província de Raqqa, o EIIL realizou um assalto em larga escala no leste da província de Homs, perto da estação estratégica de bombeamento T-2. Os militantes atacaram posições do exército na área de Humaymah, resultando em várias horas de combate feroz. O ataque foi finalmente repelido, com o EAS a alegar que mais de 80 militantes foram mortos, enquanto eles próprios perderam 22 soldados. Em contraste, o SOHR relatou a morte de 32 soldados e pelo menos 35 militantes islamistas. O ataque do EIIL ocorreu em uma frente de 125 quilómetros.
Após uma operação nocturna no final de 11 de Agosto, as forças aéreas do governo sírio, que aterraram atrás das linhas de ISIL, capturaram duas cidades e 12 quilómetros de deserto no sudeste da província de Raqqa. 25 militantes e seis comandos foram mortos durante a operação.
Enquanto isso, combatentes pró-governo das Forças do Escudo de Qalamoun, ao lado da 5.ª Legião do Exército, também fizeram um avanço sobre o bastião do EIIL de Uqayribat, na zona rural oriental de Hama, capturando várias posições a leste da aldeia de Salba.
Em 16 de Agosto, o Exército Sírio fez um avanço para o norte das montanhas de Al-Shaer, superando as posições do EIIL em cerca demeia dúzia de áreas, enquanto que outras unidades aliadas do EAS progrediram sobre o sul de Ithriya, capturando várias colinas. No dia seguinte, as Forças Tigre suspenderam uma ofensiva no sudeste da região de Raqqa, a fim de concentrar seus esforços nas zonas rurais no leste de Hama e Homs. Este esforço resultou em uma miríade de unidades militares que avançaram sobre zonas áridas, montanhosas e escassamente habitadas, mas ricas em petróleo e gás controlados pelo EIIL na zona centro do país de múltiplas direcções e a captura de mais de meia dúzia de locais, incluindo vários poços d petróleo e campos de gás. Durante o mesmo dia, o 800.º Regimento da Guarda Republicana avançou 15 km ao norte de Al-Sukhnah, capturando um posto de controlo. Os combatentes do EIIL foram completamente cerca em cerca de 50 a 100 aldeias nas zonas orientais de Hama e Homs em 18 de Agosto, quando um grupo de tropas do Exército Sírio avançou ao norte das montanhas de Al-Shaer eventualmente se unindo às Forças do Tigre recentemente chegadas, que avançaram para o sul de Ithriya. Um pequeno enclave do EIIL foi formado ao sul da estrada Ithriya-Zakia.
Em outros lugares, as forças pró-governo capturaram as partes do sul e do centro da aldeia de Humaymah, na província de Homs, depois de ter conseguido capturar várias colinas perto da aldeia no dia anterior. A aldeia estava completamente libertada em 21 de Agosto; no entanto, o EIIL lançou um contra-ataque horas mais tarde.
Em 23 de Agosto, o Exército Sírio capturou várias aldeias a norte de Uqayribat, incluindo Salba. Enquanto isso, entre 23 e 24 de Agosto, o Exército fez avanços a noroeste e oeste de Al-Sukhnah, com forças avançando a norte da cidade e outras forças que avançavam de Raqqa ligando-se e criando um segundo grande enclave controlado pelo EIIL no centro da Síria. Dois dias depois, o enclave foi libertado com o Exército capturando uma área de 2.000 quilómetros quadrados entre Sukhnah e Sha'er para o oeste.

### Contra-ataques do Estado Islâmico
Durante a noite de 23 de Agosto, as forças do EIIL no enclave ocidental atacaram a estrada Ithriyah-Salamia para cortar a principal linha de abastecimento do governo sírio a Aleppo, capturando dois pontos de controle no sul da estrada (um dos quais foi posteriormente retomado pelo EAS e FDN). Ao mesmo tempo, Tahrir al-Sham, ao lado do Exército Livre da Síria, bombardearam a linha de abastecimento do norte; de acordo com Al-Masdar News, o ataque do EIIL foi coordenado com os grupos rebeldes. No dia seguinte, as forças do EIIL lançaram uma operação em larga escala a oeste de Maadan ao lado da margem ocidental do Eufrates, capturando sete aldeias ao Exército Sírio e combatentes tribais aliados. Em geral, as forças governamentais foram empurradas para trás a 30 quilómetros dos subúrbios ocidentais de Maadan.
Em 25 de Agosto, as forças do governo sírio bloquearam o ataque do EIIL contra a linha de abastecimento de Aleppo e lançaram um contra-ataque, capturando três aldeias e colocando-se a nove quilómetros de distância do bastião do EIIL em Uqayribat. No dia seguinte, as tropas governamentais também recapturaram o território a oeste de Maadan, mas o EIIL mais uma vez apanhou as mesmas aldeias em 29 de Agosto.
De acordo com uma fonte, helicópteros dos EUA supostamente evacuaram 2 comandantes de campo do EIIL de "origem europeia" com membros de suas famílias de uma área a noroeste da cidade de Deir Ezzor, em 26 de Agosto. Esses relatos vieram de Javad al-Talaybawi, comandante do Movimento Asa'eb al-Haq, afiliado às Forças de Mobilização Popular do Iraque. "O apoio e assistência dos americanos ao EIIL é feito abertamente para salvar seu plano regional em uma tentativa desesperada", disse Al-Talaybawi. Al-Talaybawi alertou no final de Fevereiro que as forças dos EUA tentaram evacuar os comandantes do EIIL da cidade cercada de Tal Afar, no oeste de Mossul. Depois que as fotos surgiram na média exibindo as forças dos EUA ajudando os terroristas do EIIL, al-Talaybawi disse que os americanos estavam planeando levar os comandantes do EIILlonge de Tal Afar que está sob o cerco das forças iraquianas. Enquanto isso, o membro da Comissão de Segurança e Defesa do Parlamento iraquiano, Iskandar Watut, pediu uma investigação sobre fotos e imagens que exibissem os aviões norte-americanos que depositando pacotes de ajuda sobre as regiões controlados pelo EIIL. Watut acrescentou ainda que "testemunhamos várias vezes que os aviões dos EUA deixaram cair pacotes de alimentos, armas e outros itens necessários sobre as regiões do EIIL", e convocou a defesa aérea do Iraque a vigiar os aviões de coligação liderados pelos EUA.

### Quebrando o cerco sobre a cidade de Deir ez-Zor
Em 27 de Agosto, o Exército Sírio lançou uma grande ofensiva ao longo da estrada Sukhna-Deir ez-Zor, avançando para posições a 66 quilómetros da cidade de Deir ez-Zor até 29 de Agosto. Em 31 de agosto, o Exército Sírio estabeleceu o controlo total sobre a montanha estratégica de Bishiri, a oeste de Deir ez-Zor. A ofensiva foi acompanhada por fortes ataques aéreos russos nas posições do EIIL. O EAS também capturaram a cidade de Haribshah. Neste ponto, as forças governamentais estavam a 50 quilómetros de Deir ez-Zor. Até o 2 de Setembro, as unidades do Exército Sírio avançaram do monte Bishiri para Tal Al-Abd, Jabal Nazerat, Jabal Nairaman e Jabal Admah, resultando na captura desses montes, colocando-os dentro de 25 km de levantarem o cerco imposto pelo EIIL durante anos sob o oeste de Deir ez-Zor e dentro de 16 km de aldeia de al-Shulah, localizado a sudoeste da cidade. No dia seguinte, as Forças Tigre avançaram mais para o leste, chegando a 18 km de Deir ez-Zor, capturando algumas pequenas colinas no deserto e, mais tarde durante o dia, avançaram sobre Al Shulah, impondo controlo de fogo sobre a aldeia pelo norte, além de caputarar o Monte Neerman.
Até 4 de Setembro, as forças do governo sírio estavam a três quilómetros de Deir ez-Zor, enquanto o EIIL trouxe reforços vindos de Mayadin. O 5.º Corpo ao lado da 18.ª Divisão da Reserva do EAS capturou a cidade de Kabajib durante o meio dia, enquanto mais tarde no dia junto com as Forças Tigre capturaram al-Shulah.
O cerco da cidade foi levantado a 5 de Setembro de 2017, quando as forças do governo sírio encontraram a 137.ª Brigada nos subúrbios ocidentais da cidade.
Uma segunda fase da operação de Deir ez-Zor começou no dia 5 de Setembro, com as Forças Tigre e as tropas da 17.ª Divisão avançaram a partir do sul da Base da 137.ª Brigada sob o Armazém de Ayyash. O objectivo declarado desta ofensiva era eventualmente capturar as Montanhas de Thardeh, que foram conquistadas por combatentes do EIIL, após um longo e prolongado bombardeamento da coligação liderada pelos EUA sobre os soldados sírios cercados em Setembro de 2016 e, assim, levantar o cerco do aeroporto imposto pelo EIIL desde então. Dois dias depois, o Exército Sírio informou ter capturado uma fábrica de gás e a Ponte Raqqa perto da Base da 137.ª Brigada, fechando assim na área de armazenamento de Ayyash, bem como em algumas colinas perto de Tal Sannouf, o que resultou na obtenção da rota de abastecimento no oeste de Deir ez- Zor. Os soldados da Guarda Republicana de Al-Qassem afirmaram terem capturado a colina de Talat Alloush dentro do perímetro do cemitério de Deir ez-Zor após intensos combates contra os combatentes do EIIL em 8 de Setembro.
Em 9 de Setembro, SANA informou que as forças sírias haviam quebrado o cerco do aeroporto e dos distritos citadinos de Hrabesh e Tahtouh. O Ministério da Defesa da Rússia disse que o levantamento do cerco na noite de 9 de Setembro aconteceu após "um enorme ataque aéreo da Força Aeroespacial Russa".

### Exército Sírio liberta o noroeste de Deir ez-Zor e o sudeste de Raqqa
O Exército Sírio lançou um assalto durante as horas da manhã de 14 de Setembro. Depois disso, o EAS conseguiu capturar Maria'yah e libertar os seus arredores. Dois dias depois, o Exército Sírio capturou Ayyash e sua colina próxima reverteu os ganhos conseguidos pelo EIIL durante uma ofensiva anterior em 2016. A cidade de Jafrah, ao sul de Deir ez-Zor, foi capturada pelo Exército Sírio após vários dias de combates. Meia dúzia de cidades também foram capturadas no mesmo dia na direcção oposta de Deir ez-Zor, embora com uma resistência menos feroz do EIIL.
Até 23 de Setembro, as forças do governo sírio avançando para o noroeste de Deir ez-Zor uniram-se às tropas posicionadas no sudeste de Raqqa e conseguiram capturar Maadan. No geral, entre 14 e 23 de Setembro, as forças governamentais libertaram entre 1.300 e 1,700 quilómetros quadrados do controlo do Estado Islâmico, incluindo 35 cidades e aldeias, e assegurou a margem ocidental do rio Eufrates, na região noroeste de Deir ez-Zor.

### Colapso do enclave do EIIL no centro da Síria
Em 28 de Agosto, a EAS continuou com as suas operações no centro da Síria, visando as últimas posições do EIIL na zona ocidental de Jabal Al-Sha'er e capturou várias áreas. O EAS e seus aliados retomaram suas operações no sudeste de Hama em 29 de Agosto, atacando as posições do ISIL de dois eixos diferentes. As Forças do Escudo de Qalamoun, parte do EAS, invadiu as posições do grupo islâmico a leste de Salamia, resultando na captura de al-Taybah. Depois disso, o EAS avançou para o sudeste de Salamia e capturou várias colinas na área de Abu Hakfeh. Até 31 de agosto, eles capturaram seis localidades, incluindo a nordeste e sudeste de Uqayribat. As forças governamentais também capturaram a aldeia fulcral de al-Wahabiyah, no centro de Homs.
Até 31 de Agosto, o EAS e seus aliados chegaram a uma curta distância de Uqayribat. O SOHR afirmou que o EAS capturou Uqayribat em 1 de Setembro, mas o EIILrecuperou o controlo da maioria da cidade após um contra-ataque no dia seguinte. Os islamistas foram, no entanto, expulsos da cidade novamente na manhã de 3 de Setembro com a ajuda de artilharia e ataques aéreos. O SOHR afirmou que mais de 120 combatentes do EIIL e 35 combatentes pró-governo morreram em 24 horas de confrontos. Enquanto isso, o EAS também matou Abu Saraqah Al-Trablosi, um comandante libanês de grande importância do EIIL. O EAS também capturou Mu'adamiyah e Al-Khafiyah na zona oriental de Uqayribat.
Até 4 de Setembro, o EAS capturou a principal base do EIIL na região perto da cidade de Tahmaz, no leste de Hama, enquanto também libertou duas outras cidades a oeste de Uqayribat. Em 6 de Setembro, as forças do governo capturaram mais meia dúzia de aldeia. As aldeias de Zaghroutiyah, Drawayshiyah, Lawaybdah, Ghaniman e Umm Sajj na zona oriental da província de Homs foram libertadas em 13 de Setembro pelo Exército Sírio ao lado das Forças de Defesa Nacional e do Hezbollah.
Mais tarde, em Setembro, a Central de energia térmica foi capturada pelas Forças do Escudo de Qalamoun da 3.ª Divisão do EAS, apenas a 1 km de Qulib al-Thor. A localidade foi capturada em 14 de Setembro. No dia seguinte, as forças do EIIL lançaram uma ofensiva no distrito de Jubb al-Jarrah, superando as posições do EAS e capturando a aldeia de Abu Al-Tababir. Em 16 de Setembro, os rebeldes de Faylaq al-Majd invadiram as posições do Exército Sírio no norte do governo de Hama, mas não conseguiram fazer ganhos. Durante o mesmo dia, os soldados do Escudo de Qalamoun, juntamente com as FDN e o PSNS, conquistaram o topo da montanha Tal Al-Noba, juntamente com as localidades de Al-Khalaya, Al-Mashrafah e Khaled Hilal, e, mais tarde, entrando na aldeia de Abu Hanaya , resultando na captura dos três quartos desta aldeia. Os soldados da 5.ª Legião do EAS capturaram as aldeias de Al-Mazbel e Masadeh, localizadas no leste da região de Homs, no dia 21 de Setembro. Em 22 de Setembro, a cidade de Mushayrifah Al-Shamaliyah foi capturada pelo EAS após um curto combate. Todos os combates nas províncias orientais de Hama e Homs concluíram em 6 de Outubro, resultando na libertação de 1.800 quilómetros quadrados pelo Exército Sírio ao Estado Islâmico.

### Contra-ataques do Estado Islâmico
Em 28 de Setembro, o EIIL lançou a sua própria contra-ofensiva, capturando a cidade de Al-Qaryatayn no deserto de Homs a 1 de Outubro. Os combates na região deixaram 569 mortos entre 28 de Setembro e 12 de Outubro, incluindo 271 tropas pró-governamentais e 298 combatentes do EIIL. O exército sírio recuperou al-Qaryatayn em 21 de Outubro. Corpos de 67 civis sírios que foram sumariamente executados pelo EIIL, foram encontrados depois que as forças sírias recuperaram a cidade. Alguns foram filmados quando os militantes recuaram porque eram suspeitos de colaborarem com o governo, por activistas. Um funcionário disse que a busca e a documentação dos mortos ainda estavam em andamento e que o número de pessoas provavelmente subiria. O SOHR disse que 128 pessoas foram mortas, incluindo 12 por forças pró-governo.

## Avanço sobre Mayadin
As forças governamentais estabilizaram os avanços na província de Deir ez-Zor no início de Outubro, colocando-os a menos de 6 km do bastião do EIIL de Al-Mayadin. Soldados sírios entraram na cidade em 6 de Outubro. Em 13 de Outubro, as forças governamentais chegaram ao Eufrates no lado oriental do Mayadin, sitiando a cidade.
Em 14 de Outubro, a cidade e capital momentânea do EIIL foi libertada pelo Exército Sírio.